# Monti Čikokonskij
I monti Čikokonskij (russo Чикоконский хребет, Čikokonskij chrebet) sono una catena montuosa della Siberia Orientale meridionale (Territorio della Transbajkalia) che fa parte dell'altopiano Chėntėj-Daur. Prendono il loro nome dal fiume Čikokon (tributario destro del Čikoj).
I monti sono situati nell'interfluvio del fiume Čikoj (affluente destro del Selenga) e dei tributari dell'Onon. La parte meridionale della dorsale fa parte dello spartiacque globale tra gli oceani Artico e Pacifico. La lunghezza della cresta, in direzione nord-est (dal confine con la Mongolia alla confluenza dei fiumi Čikoj e Čikokon), è di 130 km.
La larghezza massima è superiore a 40 km (all'inizio sud-ovest della cresta). Le altezze prevalenti vanno dai 2 000 ai 2 200 m, il punto più alto è il monte Bystrinskij Golec (2 519 m). Al centro, gli speroni si estendono dalla catena dei Čikokonskij collegandola con i monti Pereval'nyj (a sud-est) e i Burkal'skij (a nord-ovest).
Il rilievo è dominato da altopiani con pendii ripidi, sui quali in alcuni punti si conservano resti di sedimenti di origine glaciale. Nel nord-est parti della cresta sono dominate dal tardo Paleozoico e nel sud-ovest da granitoidi giurassici. L'inizio della formazione della cresta (secondo dati indiretti) è il Giurassico medio. I paesaggi principali sono la taiga montana, la foresta prealpina e i gol'cy.